# تشو جي (لاعب كرة يد)
تشو جي (30 يناير 1978 - ) (بالصينية: 祝捷) هو لاعب كرة يد صيني. شارك في الألعاب الأولمبية الصيفية 2008.

## وصلات خارجية
- تشو جي على موقع أوليمبيديا (الإنجليزية)
- تشو جي على موقع اللجنة الأولمبية الصينية (الإنجليزية)